# Al Massae
Al Massae (en árabe: المساء, en español: La Noche) es un periódico marroquí escrito en idioma árabe fundado en septiembre de 2006 por la empresa Massae Media Group, líder en número de lectores desde enero de 2007 con una tirada en septiembre de 2007 de 132.000 ejemplares diarios. Está asociado con la edición en árabe de Le Monde diplomatique.
Su director en el año 2007 es Rachid Niny, que fue temporero en el Levante español.
Debido a su línea independiente políticamente, el régimen marroquí lo hirió de muerte al imponerle una multa cuando publicaron una supuesta boda homosexual.